# 村上冬樹
村上 冬樹（むらかみ ふゆき、1911年〈明治44年〉12月23日 - 2007年4月5日）は、日本の俳優。山口県徳山市出身。本名は村上 済州（むらかみ さいしゅう）。旧芸名は新田 地作。

## 来歴・人物
徳山で生まれ、父親の仕事の都合で兵庫県神戸市、神奈川県横浜市、東京府と移り住み、両親との死別後は福岡県で育つ。
福岡市立大名小学校、中学修猷館、中学明善校、旧制福岡高等学校を経て、東京帝国大学経済学部卒業。大学卒業後、1934年9月に新築地劇団の研究生となり、俳優活動を始める。1936年に劇団員に昇格。1938年の『黒田誠忠録』が映画デビュー作。1940年3月に新築地劇団を退団。5月に芸術小劇場の客員となる。8月、新築地劇団は新田を除名処分としたことを発表した。
1942年には大映に準専属として所属し、芸名を新田地作から本名の村上済州に変更。同年8月に応召を受け、1945年に復員。フリーランス期間、民衆芸術劇場を経て、1950年にトーキョー・ラジオ・グループの創立に参加。同年、東宝と契約し、映画を中心に活躍。東宝の特撮映画などでは、知的な風貌から学者役を数多く演じた。1956年に劇団現代座を設立。1960年に東宝の専属を離れた後は二月プロを経て、グループNLTに所属。
1968年、三島由紀夫、中村伸郎らと劇団「浪曼劇場」を結成。同年の三島戯曲の舞台『わが友ヒットラー』では、ヒットラー役を演じた。同劇団解散後は松浦企画に所属。引き続いて演劇分野に携わり、後進の育成・指導などを行った。
映画、テレビドラマの脇役としても長年活躍したが、2007年4月5日、胃癌のため東京都目黒区内の病院で死去。95歳没。死去の半年前に出演した『マイ☆ボス マイ☆ヒーロー』（2006年、NTV）が最後となり、最晩年にはファミリーマートのCMにも出演した。
社団法人映像コンテンツ権利処理機構においては不明権利者とされている。

## 出演作品

### 映画
- 黒田誠忠録（1938年、松竹）[6]
- 思出の記（1942年、大映）[11]
- 女優（1947年、東宝）
- 不死鳥（1947年、松竹） - 叔父栄造
- せきれいの曲（1950年、東宝） - 音楽批評家羽田
- 結婚行進曲（1951年、東宝） - 社長
- 若い人（1952年、東宝） - 畠山先生
- 荒木又右衛門 決闘鍵屋の辻（1952年、東宝）
- 足にさわった女（1952年、東宝） - 大阪の警部
- 生きる（1952年、東宝） - 新聞記者
- 三等重役（1952年、東宝） - 千葉庶務課長
- 思春期（1952年、東宝） - 西田彦一
- プーサン（1953年、東宝） - 実業家
- 太平洋の鷲（1953年、東宝） - 城田[19]
- 続思春期（1953年、東宝） - 教頭
- 天晴れ一番手柄 青春銭形平次（1953年、東宝） - 太田肥後守
- 金さん捕物帖 謎の人形師（1953年、東宝） - 福住玄斉
- さらばラバウル（1954年、東宝） - 伊藤亮
- ゴジラシリーズ（東宝）
  - ゴジラ（1954年） - 田辺博士[出典 3]
  - 怪獣大戦争（1965年） - 医学代表[19][5]
- 透明人間（1954年、東宝） - 社会部長[19]
- 女性に関する十二章（1954年、東宝） - 三巴銀行総務部長
- 次郎長三国志 第九部 荒神山（1954年、東宝）
- 浮雲（1955年、東宝） - 仏印の所長牧田
- 33号車応答なし（1955年、東宝） - 主任
- ロマンス娘（1956年、東宝） - デパートの部長
- はりきり社長（1956年、東宝） - 企画部長
- 空の大怪獣 ラドン（1956年、東宝） - 南教授[19][3]
- 大番シリーズ（東宝） - 小学校校長
  - 続大番 風雲篇（1957年）
  - 続々大番 怒濤篇（1957年）
- 忘却の花びら（1957年、東宝） - 梶川課長
- 別れの茶摘歌姉妹篇 お姉さんと呼んだ人（1957年、東宝） - 大塚
- わが胸に虹は消えず（1957年、東宝） - 倉本
- 青い山脈 新子の巻・雪子の巻（1957年、東宝） - 八代教頭
- 続サラリーマン出世太閤記（1957年、東宝） - 松山
- 地球防衛軍（1957年、東宝） - 川波博士[19][3]
- 大怪獣バラン（1958年、東宝） - 馬島博士[19][5]
- 柳生武芸帳 双龍秘剣（1958年、東宝） - 坂和田喜左衛門
- 弥次喜多道中双六（1958年、東宝） - 宿の亭主
- 鉄腕投手 稲尾物語（1958年、東宝） - 首藤先生
- 日本誕生（1959年、東宝） - 高天原の神々[20]
- コタンの口笛（1959年、東宝）
- 宇宙大戦争（1959年、東宝） - 有明警部[2]
- 暗黒街の対決（1960年、東宝） - 警視庁部長
- 変身人間シリーズ（東宝）
  - 電送人間（1960年） - 三浦博士[19]
  - ガス人間第一号（1960年） - 佐野博士[2][3]
- ハワイ・ミッドウェイ大海空戦 太平洋の嵐（1960年、東宝） - 航海長[19]
- 女が階段を上る時（1960年、東宝） - 堀内重役
- ふんどし医者（1960年、東宝） - 用人 大下嘉左衛門
- 名もなく貧しく美しく（1961年、東宝） - 日赤の医師
- 紅の空（1962年、東宝） - 神父
- にっぽん実話時代（1963年、東宝） - 二宮義之
- イチかバチか (1963年)
- クレージー映画（東宝）
  - クレージー作戦 先手必勝（1963年） - 警部補
  - 大冒険（1965年） - 安岡捜査本部長[21]
- 香華（1964年、松竹） - 大叔父
- 8.15シリーズ（東宝）
  - 日本のいちばん長い日（1967年） - 松阪法相
  - 連合艦隊司令長官 山本五十六（1968年） - 岩国航空隊司令[19]
- 乱れ雲（1967年、東宝） - 輸出振興局長
- サインはV（1970年、東宝） - 矢代医師
- あゝ決戦航空隊（1974年、東映） - 鈴木貫太郎
- 逆襲! 殺人拳（1974年、東映） - 飯塚昌之助
- 竹久夢二物語 恋する（1975年、松竹） - 笠井多兵衛
- 青春の門 自立篇（1977年、東宝） - 結城家執事
- ファンシイダンス（1989年、大映） - 南拓然住職
- シコふんじゃった。（1992年、東宝） - 峰安二郎
- お日柄もよくご愁傷さま（1996年、東映）
- 東京日和（1997年、東宝） - 床屋のおじいさん
- 落下する夕方（1998年、松竹） - 老父

### テレビドラマ
- 氷雨（1959年、NHK）
- ここに人あり 第99話「鶏と人間」（1959年、NHK）
- 雑草の歌（NTV）
  - 第68話「離れのおかあさん」（1959年）
  - 第127話「つくしの野に」（1960年）
- ダイヤル110番（NTV）
  - 第106話「負け犬」（1959年）
  - 第222話「三人の目撃者」（1961年）
  - 第310話「自殺要員」（1963年）
- 愛の劇場（NTV）
  - 第1話「心ごころ」（1959年）
  - 第29話「ひばり」（1960年）
  - 第77 - 79話「死、わが愛」（1961年）
  - 第195話「バカンス契約」（1963年） - 牧村
- スリラー劇場・夜のプリズム（NTV） 
  - 第39話「あなたはタバコがやめられる」（1959年）
  - 第63話「四月馬鹿の悲劇」（1960年）
  - 第79話「野ばら」（1960年）
  - 第96話「贋作セールスマンの死」（1960年）
- 夫婦百景（NTV） 
  - 第91話「あぶない夫婦」（1960年）
  - 第122話「無題夫婦」（1960年）
  - 第160話「女難亭主」（1961年）
  - 第176話「かくれ夫婦」（1961年）
  - 第192話「娘と夫婦」（1962年）
  - 第262話「和楽三代夫婦」（1963年）
  - 第277話「標札」（1963年）
  - 第309・310話「銀座糞尿譚」（1964年）
- 東芝土曜劇場（CX）
  - 第49話「百十一万分の一」（1960年）
  - 第84話「虫と宝石」（1960年）
  - 第115話「嗤う女」（1961年） - 木下英吉
- サンヨーテレビ劇場（TBS）
  - トイレット部長（1960年）
  - 姉妹（1960年）
- パノラマ劇場 第30話（1960年、NHK）
- 東レサンデーステージ（NTV）
  - 第27話「2 in 1」（1961年）
  - 第31話「ぎんの一生」（1961年） - 老人
  - 第48話「悲盆歌」（1961年）
- これが真実だ 第51話「千利休」（1961年、CX） - 曽呂利新左衛門
- 連続テレビ小説
  - 娘と私（1961年 - 1962年、NHK） - 佐山
  - あぐり（1997年、NHK）
- 短い短い物語（NET）
  - 第15話「フルーツパーラーの片隅で」（1961年）
  - 第36話「落ちた紳士」（1962年）
  - 第96話「恋」（1963年）
- 女の園（NHK）
  - 第14話「花嫁の扇」（1962年）
  - 第27話「祭り囃子」（1962年）
  - 第42話「見事な女」（1962年）
- 東芝日曜劇場（TBS）
  - 第284話「この天の虹」（1962年）
  - 第303話「死ぬほど逢いたい」（1962年）
- 創作劇場（NHK）
  - 氷河が町へやってきた（1962年）
  - みちしるべ…（1963年）
  - 人間の中の流星群（1963年） - 政治家
- 浪曲ドラマ（NHK）
  - 熊を彫る武士（1963年）
  - 芝浜の革財布（1963年）
- 日本映画名作ドラマ（NET）
  - 人工庭園（1963年）
  - 伊都子の結婚（1964年）
- 三匹の侍（CX）
  - 第1シリーズ 第6話「江戸無残」（1963年）
  - 第1シリーズ 第18話「浪人悲章」（1964年）
  - 第2シリーズ 第8話「活刃殺法」（1964年）
  - 第3シリーズ 第16話「寒鼓」（1965年）
  - 第6シリーズ 第14話「俺は抜かない」（1969年） - 内藤勘解由
- 戦国群盗伝 第18話（1964年、CX / 東北新社）
- 風雪（NHK）
  - 開化聖代（1964年） - 武家
  - 紳士の御旗（1964年） - 漢学者
- 判決（NET）
  - 第75話「活きた矢」（1964年）
  - 第96話「いつか来た道」（1964年）
  - 第118話「第二の遺産」（1965年） - 啓介
  - 第138話「通信の秘密」（1965年） - 小谷
  - 第157話「キューポラが待っている」（1965年）
  - 第196話「おれの星」（1966年）
- 大河ドラマ（NHK）
  - 太閤記（1965年） - 山淵左馬之介
  - 元禄太平記（1975年） - 藤井又左衛門
  - 草燃える（1979年） - 藤原俊成
  - 峠の群像（1982年） - 間喜兵衛
- 青春とはなんだ（1965年 - 1966年、NTV / 東宝） - 鈴木先生
- ウルトラシリーズ
  - ウルトラQ 第17話「1/8計画」（1966年、TBS / 円谷プロ） - S13地区民生委員
  - ウルトラマン80 第41話「君はゼロ戦怪鳥を見たくないかい?」（1981年、TBS / 円谷プロ） - 老人
  - ウルトラマンダイナ 第12話「怪盗ヒマラ」（1997年、MBS / 円谷プロ） - 老紳士
- 木下恵介アワー / 記念樹（1966年、TBS） - 安田
- 新吾十番勝負（1966年、TBS / 松竹テレビ室）- 安藤対馬守
- ライオン奥様劇場 / 姉妹化粧（1968年、CX） - 松村保輔
- ブラックチェンバー 第12話「珈琲の国から来た男」（1969年、CX / 東映）
- プロファイター 第12話「過去に復讐する女」（1969年、NTV / 宝塚映画）
- 特別機動捜査隊 （NET / 東映）
  - 第391話「射殺命令707」（1969年） - 藤井
  - 第433話「全員救出せよ」（1970年） - 校長
- 東京バイパス指令 第44話「黒い設計図」（1969年、NTV / 東宝）
- サインはV（1969年 - 1970年、TBS） - 八代先生
- 江戸川乱歩シリーズ 明智小五郎（12ch / 東映）
  - 第4話「ダイヤモンドを喰う女」（1970年）
  - 第21話「復讐のメロディーが聞こえる 悪霊より」（1970年）
- 大忠臣蔵 第6話「悲報赤穂へ」・第17話「公儀への一戦」（1971年、NET / 三船プロ） - 宮石新左衛門
- 徳川おんな絵巻 第25話「仮面の女」（1971年、CX） - 棟梁
- 愛と死の砂漠（1971年、KTV）
- 人形佐七捕物帳 第9話「怪談・花扇人形」（1971年、NET / 東宝） - 松浦屋清兵衛
- シルバー仮面 第1話「ふるさとは地球」（1971年、TBS / 宣弘社） - 下村博士
- 荒野の素浪人（NET / 三船プロ）
  - 第4話「狙撃 関八州取締り」（1972年）
  - 第22話「待ち伏せ 国境い夜叉神峠」（1972年） - 神山主膳
  - 第42話「流れ者 モズと呼ばれた男」（1972年10月17日OA）
- 大江戸捜査網（12ch / 日活→三船プロ）
  - 第59話「天狗を見た娘」（1972年） - 丁子屋吉五郎（霞の惣兵衛）
  - 第90話「大暴れ娘スリ」（1972年） - 大島屋浅右衛門
  - 第100話「命を贈った男」（1973年） - 阿波屋
  - 第111話「能面の陰で泣く女」（1973年） - 狩野正徳
  - 第133話「恐怖の辻斬り」（1974年） - 黒岩藩家老
  - 第172話「盗まれた花嫁」（1975年） - 彦兵衛
  - 第183話「観音像を奪回せよ!」（1975年） - 支倉夢幻
  - 第243話「哀しみの子連れ唄」（1976年） - 近江屋
  - 第250話「鈴の音が俺を呼んだ!」（1976年） - 檜垣屋儀兵衛
- 遠山の金さん捕物帳（NET / 東映）
  - 第128話「殺しを見られていた男」（1972年） - 西海屋源兵衛
  - 第162話「緋桜が惚れた男」（1973年） - 六兵衛
- ワイルド7 第4話「狙らわれたミサイル」（1972年、NTV / 国際放映） - 蛭沼博士
- 必殺仕掛人 第19話「理想に仕掛けろ」（1973年、ABC / 松竹） - 大塚播磨
- キイハンター 第251話「人間を溶かす死の落し穴」（1973年、TBS / 東映） - 堂本
- 荒野の用心棒 第13話「必殺の剣が地平線に甦って…」（1973年、NET / 三船プロ） - 木下杢兵衛
- アイフル大作戦 第18話「キャーッ! 夏休みキャンプお化け大会」（1973年、TBS / 東映）
- 唖侍 鬼一法眼 第5話「流転のめぐり合い」（1973年、NTV / 勝プロ） - 小笠原河内守
- 水戸黄門（TBS / C.A.L）
  - 第2部 第12話「黒い契約書 -久保田-」（1970年12月14日） - 水野内記
  - 第4部 第8話「忍び狩り -米沢-」（1973年3月12日） - 秋山次郎右ヱ門
  - 第6部 第22話「父恋し伊勢参り -伊勢-」（1975年8月25日） - 儀右衛門
  - 第14部 第8話「陰謀砕いた薪能 -盛岡-」（1983年12月19日） - 毛馬内九左衛門
- 大岡越前 第4部 第1話、第17話「友情」（1974年 - 75年、TBS / C.A.L） - 室鳩巣
- 非情のライセンス（NET / 東映）
  - 第1シリーズ 第45話「兇悪のスキャンダル」（1974年） - 丸水商事社長・鳥羽
  - 第2シリーズ 第65話「兇悪のざんげ」（1976年） - 四井商事社長
- 華麗なる一族（1974年、TBS） - 角野大同銀行常務
- 高校教師（1974年、12ch / 東宝） - 山根校長
- SFドラマ 猿の軍団 第18話「なぜ人間が少なくなったか?」（1975年、TBS / 円谷プロ） - 老人
- 破れ傘刀舟 悪人狩り 第21話「口八丁仁義」（1975年、NET / 三船プロ） - 堀田隼人
- 剣と風と子守唄 第6話「荒原の墓標」（1975年、NTV / 三船プロ） - 栗林帯刀
- けんか安兵衛 第8話「遠い赤ちょうちん」（1975年、KTV） - 松前屋
- 痛快! 河内山宗俊 第15話「地獄に花をつみに行く」（1975年、CX / 勝プロ） - 平戸屋藤蔵
- 長崎犯科帳 第12話「刃には刃 眼には眼を」（1975年、NTV / ユニオン映画） - 志摩屋清左衛門
- 伝七捕物帳 第79話「愚かなり! ああ親ごころ」（1975年、NTV）-三田村松風
- 銭形平次（CX）
  - 第476話「殺しの罠」（1975年） - 田村逸斉
  - 第487話「鬼の棲む町」（1976年） - 辰巳屋清兵ヱ
- 江戸を斬る（TBS / C.A.L）
  - 江戸を斬るII 第20話「娘目明し」（1976年） - 伊東玄朴
  - 江戸を斬るIV 第14話「おゆきお京麻薬地獄へ」（1979年） - 広竜
- 影同心II 第20話「罠に泣く女の黒髪」（1976年、MBS / 東映） - 東国屋藤兵衛
- 人魚亭異聞 無法街の素浪人 第15話「愛と死のバラード」（1976年、NET / 三船プロ） - 伊三郎
- 桃太郎侍 第3話「大名屋敷に鬼二匹」（1976年、NTV / 東映） - 久兵ヱ
- 遠山の金さん 杉良太郎版（NET/東映）
  - 第20話「一六勝負で闇を裂け‼」（1976年）-浜屋
  - 第55話「背信」（1976年）-  松吉
  - 第95話「殺しが呼んだ恋月夜」（1977年）-喜八
- 日本の戦後 第10話「オペラハウスの日章旗 サンフランシスコ講和会議」（1977年、NHK） - 小泉信三
- スパイダーマン 第1話「復讐の時は来たれり 討て! 鉄十字団」（1978年、12ch / 東映） - 山城博士
- 白い巨塔（1978年、CX） - 唐木名誉教授
- 新五捕物帳（NTV / ユニオン映画）
  - 第50話「狼が来た」（1978年）- 三国屋栄造
  - 第106話「涙ひとすじ義姉弟」（1980年）
- 少年ドラマシリーズ / 七瀬ふたたび（1979年、NHK）
- 日本巌窟王（1979年、NHK） - 琉球の医者
- 東京大地震マグニチュード8.1（1980年、ytv）
- そば屋梅吉捕物帳 第23話「影の軍団夜を飛ぶ」（1980年、12ch / 国際放映） - 高江
- 土曜ワイド劇場（ANB）
  - 華麗な殺しの三重奏 決闘の女（1980年）
  - 新妻殺し（1991年）
- 頓珍館おやじ 第5話「下町大歌舞伎」（1980年、NET） - 木又院長
- 特捜最前線 第233話「判決・横須賀ドブ板通り!」（1981年、ANB / 東映） - 裁判長
- 右門捕物帖 第13話「さむらい教育」（1983年、NTV）
- 武蔵坊弁慶（1986年、NHK） - 斎藤実盛
- 小京都ミステリー2（1990年、NTV)
- 世にも奇妙な物語（CX）
  - 「整形手術」（1990年）
  - 「モルモット」（1991年）
  - 秋の特別編「40年」（1991年）
  - 「ネチラタ事件」（1992年） ‐ 安藤博士
- 遥かなる八月の詩（1992年、GTV）
- 日曜はダメよ（1993年、NTV） - 露崎商店（骨董屋）の店主
- 大地の子 第1話「父二人」（1995年、NHK） - 老人
- 拝啓自治会長殿（1995年、NHK）
- 協奏曲（1996年、TBS）
- 聖龍伝説 第4話「偽りの墓標呪い少年が操る(秘)地雷拳の謎! 女子高生怪死」（1996年、NTV） - 仙元堂のじっちゃん
- 月曜ドラマスペシャル / 痛快!バツイチ・トリオ 女だけの便利屋事件簿1（1998年、TBS） - 石井英二郎
- 星を売る店（1998年、CTV） - 謎の老紳士
- ディア・フレンド（1999年、TBS） - 老人
- ズッコケ三人組3（2001年、ETV）
- マイ☆ボス マイ☆ヒーロー（2006年、NTV） - じい（関東鋭牙会・老執事）※遺作

### ラジオドラマ
- 鐘の鳴る丘（1947年 - 1950年、NHKラジオ）
- 怪獣ゴジラ（1954年、ニッポン放送） - 山根博士[4][5]

### その他
- ミラーマン パイロット版（1970年、円谷プロ） - 牧師

### 舞台
- 熱帯祝祭劇マウイ
- ルル
- 永遠のユダヤ人（1934年、新築地劇団） - コサック兵[22]
- 大晦日一時千金（1934年、新築地劇団） -丈吉[22]
- 坂本龍馬（1935年、新築地劇団） - 沢村惣之丞[23]
- 人生劇場（1935年、新築地劇団） - クラス委員[23]
- 野鴨（1936年、新築地劇団） - グローベルク[24]
- 洋学年代記（1936年、新築地劇団） - 島津斉彬[24]
- 守銭奴（1936年、1939年、新築地劇団） - クレアント[24][25]
- 明日よりはましです（1936年、新築地劇団） - 男店員[24]
- エゴール・ブルイチョフとその他の人々（1936年、新築地劇団） - アレクセイ[24]
- 女人哀詞（1936年、新築地劇団）  - ヒュースケン[24]
- ウィンザアの陽気女房たち（1937年、新築地劇団） - フェントン[26]
- 陸を往く船（1937年、新築地劇団） - 壱岐成己[26]、河虎[26]
- 板垣退助（1937年、新築地劇団） - 小室信夫[26]、宮地茂春[26]
- 嗤ふ手紙（1937年、新築地劇団） -土居[26]、村田[26]、金太郎（再演版）[26]
- 渡辺崋山（1937年、新築地劇団） - 小関三英[26]、警護の侍[26]
- 土（1937年、1939年、新築地劇団） - 駐在所[26][25]
- どん底（1937年、新築地劇団） - メドエデフ[26]
- ジャーナリスト（1937年、新築地劇団） - マックウ[26]
- 江戸城明渡し（1938年、新築地劇団） - 徳川慶喜[27]、松平太郎[27]
- 綴方教室（1938年、新築地劇団）  - チンドン屋B[27]
- ハムレット（1938年、新築地劇団）  - バーナード[27]、イギリスの使節[27]、 レア―ティーズ（再演版）[27]
- 金銭（1938年、新築地劇団）  - 飯沼健作[27]
- 武蔵野（1938年、新築地劇団）  - 次男啓次[27]
- ふるさと紀行（1939年、新築地劇団）  - 村の男[25]
- 喧嘩（1939年、新築地劇団）  - 長屋の男[25]
- 海援隊（1939年、新築地劇団）  - 沢村惣之丞[25]
- 河口（1940年、芸術小劇場）  - 高遠行一[12]
- 旧友（1941年、芸術小劇場）  - 佐伯鉄造[28]
- 虞美人草（1941年、芸術小劇場）  - 甲野欽吾[28]
- 真夏の夜の夢（1946年、東宝）  - スターブリング[29]
- 或る女（1946年、文学座）  - 木村[29]
- 罪と罰（1947年、青年演劇人）  - マルメラードフ[30]
- ハムレット（1947年、東京青年劇場）  - 王[30]
- 女子寮記（1948年、民衆芸術劇場）  - 雅彦[31]
- 風の吹く一幕（1949年、民衆芸術劇場）  - 佐伯[14]
- 良縁（1949年、民衆芸術劇場）  - 茂二[14]
- ガラスの動物園（1950年、実験劇場）  - ジム[32]
- 人間群落（1954年、劇団泉座） - 小野寺[33]
- イレーネに罪は無い（1963年、劇団造形） - アウグネスト[34]
- わが友ヒットラー（1968年、浪曼劇場） - アドルフ・ヒトラー[17]

### 吹き替え
- 白雪姫 （1937年、ウォルト・ディズニー・カンパニー） - マジックミラー、狩人（米大映上映版）
- ペリ （1958年、ウォルト・ディズニー・カンパニー） - 解説[35]
- 人類の敵 （1958年、ヴィナス映画） - 解説[36]
- シャーロック・ホームズの冒険（ヘンリー・ベイカー）

### CM
- セブン-イレブン
- ファミリーマート
- 日本生命
- ゴールドクレスト
- KDDI
- ヘーベルハウス
- タワーレコード
- DIOM